# KBV 047
KBV 047 är ett av Kustbevakningens miljöskyddsfartyg, stationerat i Kalmar. Fartyget byggdes år 1982 av Lunde varv och Verkstads Aktiebolag i Hovås, Västra Götalands län. År 1996 byggdes fartyget om vid Oskarshamns varv, då man bland annat installerade ett system för oljeupptagning, byggde fler bostadshytter samt förlängde fartyget för att kunna få plats med tankar för uppsamlad olja.
I framtiden planerar man att ersätta fartyget med ett kombinationsfartyg ur den kommande 031-serien.